# Stibadoderus
Stibadoderus là một chi bọ cánh cứng trong họ 
Elateridae.
Chi này được miêu tả khoa học năm 1875 bởi Burmeister.

## Các loài
Chi này có các loài:
- Stibadoderus murinus Burmeister, 1875